# Kryteria Hilla
Kryteria Hilla, kryteria Bradforda Hilla – zbiór cech wskazujących na występowanie zależności przyczynowej pomiędzy zjawiskami medycznymi.
Kryteria sformułował brytyjski naukowiec Austin Bradford Hill w 1965 roku:
1. Siła (Strength) asocjacji wyniku i ekspozycji.
2. Zgodność (Consistency) dowodów statystycznych, dowodów różnego rodzaju.
3. Specyficzność (Specifity) – ograniczenie asocjacji statystycznej do określonego typu ekspozycji, miejsca anatomicznego, choroby.
4. Sekwencja czasowa (Temporality) ekspozycji i jej wyniku.
5. Gradient biologiczny (Biological gradient) – intensywność lub czas trwania ekspozycji rosnące wraz ze wzrostem ryzyka.
6. Sens biologiczny (Plausibility) – zgodność z aktualną wiedzą biologiczną.
7. Zgodność (Coherence) z dostępną wiedzą.
8. Dowód eksperymentalny (Experiment).
9. Analogia (Analogy) z podobnymi związkami przyczynowymi.